# Henri Béraud
Henri Béraud, noto anche con lo pseudonimo di Tristan Audebert (Lione, 21 settembre 1885 – Saint-Clément-des-Baleines, 28 ottobre 1958), è stato uno scrittore e giornalista francese.

## Biografia
Figlio di un panettiere, fu allevato dai frati.
Impiegò la sua energia giovanile in numerose attività: poeta dilettante, fondatore di riviste effimere, rappresentante di vini e alcolici, collettore di burro, negoziante di carbone, antiquario. Durante la prima guerra mondiale fu tenente d'artiglieria.

### Il periodo del Canard Enchaîné
Egli si unì al Canard Enchaîné nel febbraio 1917. Venne raccomandato da Paul Vaillant-Couturier, del quale divenne amico, così come di Roland Dorgelès. La sua antica amicizia con Albert Londres, il cui inizio della guerra aveva rivelato il talento, poté inoltre servirgli da biglietto da visita. Alla fine della guerra, venne inoltre reclutato per il Crapouillot di Jean Galtier-Boissière.
Al Canard Enchaîné pubblicò racconti, un breve romanzo a puntate (l'angoisse du mercanti ou le compte du tonneau nel 1918), uno studio sull'humour lionese e soprattutto articoli polemici contro il Parlamento, l'Académie française, il governo, gli ufficiali antirepubblicani e l'Action française. Fu lui ad introdurre nel Canard Enchaîné il riferimento al juliénas.

### L'epoca Gringoire
Le Canard ruppe con Henri Béraud quando questi prese la parte dei manifestanti il 6 febbraio 1934. Ne Les raisons d'un silence, lo scrittore spiega i motivi del suo impegno del 1934 per il quale dovette « rinunciare a molte gioie, rompere care amicizie»; si trattava essenzialmente di rompere con un « regime in pieno scoppio che annunciava la guerra e il disastro ». Per Jean Galtier-Boissière, amico di Béraud, quest'ultimo si evolse dall'estrema sinistra all'estrema destra senza rendersene conto, seguendo i propri interessi: egli venne ad identificarsi al gran mondo di cui il proprio talento aveva saputo forzare le porte.
Parteciperà anche alla rivista Il merlo bianco, di Eugène Merlo, e a L'Œuvre. Grand reporter e osservatore politico al Journal, e poi al Petit Parisien, diventò l'ufficiale direttore politico di Gringoire dal 1928 al 1943. Scrisse articoli violentemente anglofobi, senza provare particolare simpatia per la Germania nazista. Condannato a morte nel 1944 per intelligenza con il nemico, fu graziato da De Gaulle. Gravemente malato, venne liberato e morì nella sua proprietà nell'isola di Ré.

## Opere
- L'École moderne de peinture lyonnaise. 1912.
- Le Vitriol de Lune (1921, prix Goncourt 1922)
- Le Martyre de l'obèse (prix Goncourt 1922)
- Lazare. Albin Michel, 1924.
- Le Bois du templier pendu. Les Éditions de France, 1926
- Ce que j'ai vu à Berlin. Les Éditions de France, 1926
- La Gerbe d'or. Les Éditions de France, 1928.
- Qu'as-tu fait de ta jeunesse ? (1941)
- Les Lurons de Sabolas (1932)
- Ciel de suie (1933)
- Faut-il réduire l'Angleterre en esclavage (1935)
- Les raisons d'un silence. Inter-France (1944)
- Les derniers beaux jours. Plon (1953)
- Portraits de contemporains. Quarante têtes de Bib culottées [reprises des deux séries parues au Merle Blanc]. 2000
- Retour sentimental vers Alphonse Daudet. Avril 2001
- Écrits dans Gringoire (1928-1937), 2003

## Omaggi
- Il 14 luglio di ogni anno, a Saint-Clément-des-Baleines (Île de Ré), viene organizzata una cerimonia sulla tomba di Henri Béraud, seguita da un colloquio sugli scrittori raggruppanti le associazioni di amici di Henri Béraud, Alphonse de Chateaubriant, Robert Brasillach, Jean de La Varende, Henry de Monfreid, André Fraigneau, Léon Bloy, Pierre Drieu La Rochelle, Louis-Ferdinand Céline, Pierre Gripari e Jacques Chardonne.

## Citazioni
- « Voi siete, signori,  tipi nel genere di Luigi XV il quale, assicura la leggenda, dice [...] : 'Dopo di me il diluvio'. Mentre i senatori si promettono sovrani, avete modi regali. Di colpi, ecco le due Camere riconciliate con M. Lèon Dadais, che adora le belle maniere, le seggette e il linguaggio delle corti. [...] Il popolo, tuttavia, non è contento di voi; si mormora. E quando dico il popolo, intendo anche i pelosi e i calvi. » 18 settembre 1918, Le Canard Enchaîné.
- Il giornalismo è un mestiere nel quale si passa la metà del tempo a parlare di ciò che non si conosce e l'altra metà a tacere ciò che si sa.